# Massiccio Gébroulaz
Il Massiccio Gébroulaz (detto anche Catena Polset-Péclet-Encombres-Cheval Noir è un gruppo montuoso delle Alpi Graie. Si trova nel dipartimento francese della Savoia. Prende il nome dal Monte Gébroulaz.

## Collocazione
Il massiccio si colloca nella parte ovest delle Alpi della Vanoise e del Grand Arc. Ad est del massiccio troviamo il Massiccio della Vanoise ed il Massiccio della Grande Casse; ad ovest invece troviamo il Massiccio Lauzière-Grand Arc.
Ruotando in senso orario i limiti geografici sono: Col de Chavière, fiume Arc, Col de la Madeleine, fiume Isère, Doron de Bozel, Doron de Pralognan, Doron de Chavière, Col de Chavière.

## Classificazione
La SOIUSA definisce il Massiccio Gébroulaz come un supergruppo alpino e vi attribuisce la seguente classificazione:
- Grande parte = Alpi Occidentali
- Grande settore = Alpi Nord-occidentali
- Sezione = Alpi Graie
- Sottosezione = Alpi della Vanoise e del Grand Arc
- Supergruppo = Massiccio Gébroulaz
- Codice = I/B-7.II-E

## Suddivisione

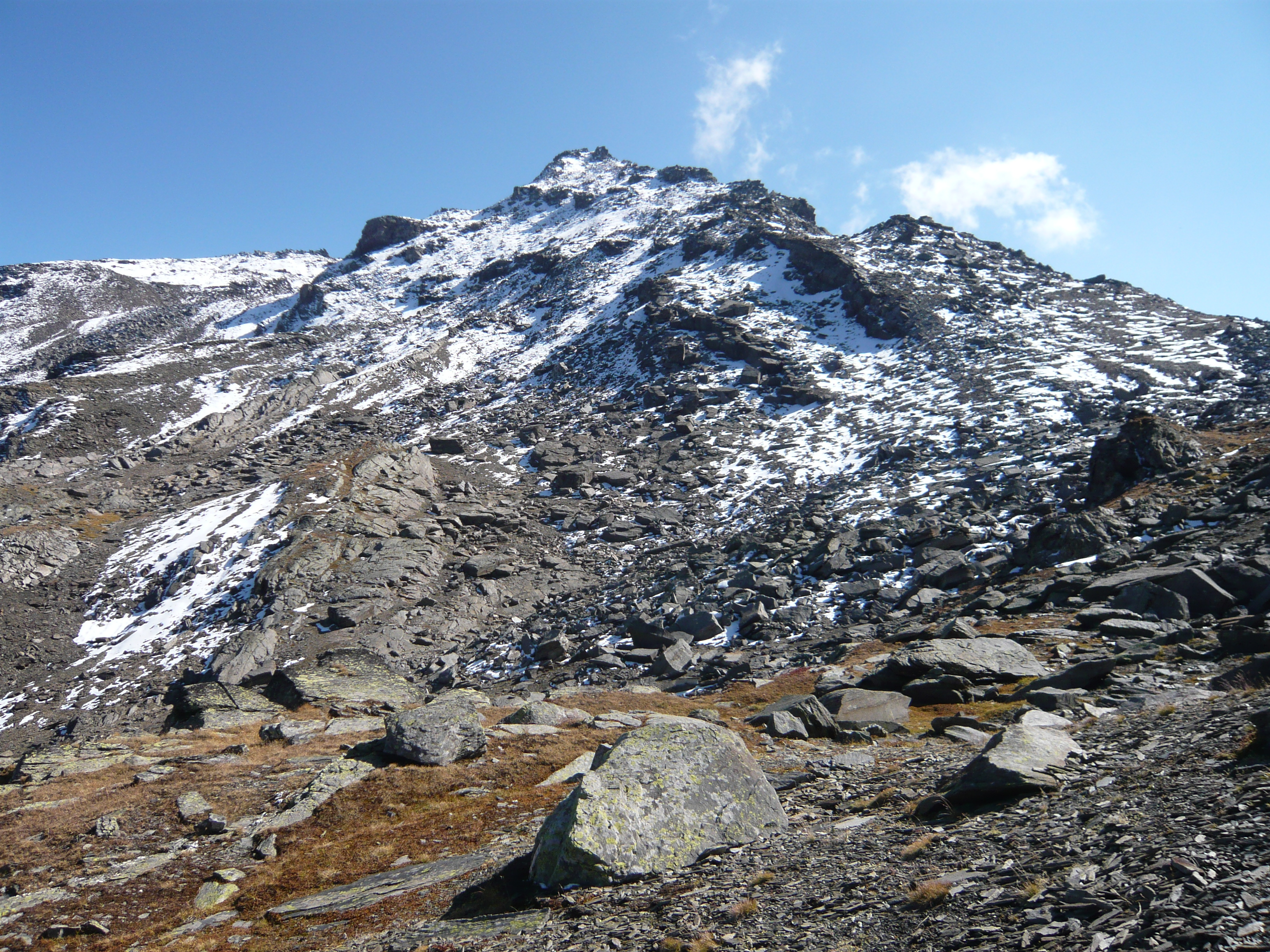
Mont Bréquin

Secondo la SOIUSA il massiccio è suddiviso in cinque gruppi e quattro sottogruppi:
- Gruppo Polset-Fruit (10)
  - Cresta Polset-Corneillets-Portetta (10.a)
  - Cresta Aiguille du Fruit-Croix de Verdon (10.b)
- Gruppo dell'Aiguille de Péclet (11)
- Gruppo della Punta del Bouchet (12)
  - Nodo della Punta del Bouchet (12.a)
  - Cresta Mont Bréquin-Punta della Masse (12.b)
- Gruppo del Perron des Encombres (13)
- Gruppo del Cheval Noir (14)

## Montagne
Le montagne principali sono:
- Aiguille de Péclet - 3.566 m
- Aiguille de Polset - 3.538 m
- Monte Gébroulaz - 3.511 m
- Dôme de Polset - 3.501 m
- Roc des Saints Pères - 3.470 m
- Pointe du Bouchet - 3.420 m
- Mont Bréquin - 3.130 m
- Aiguille du Fruit - 3.051 m
- Le Cheval Noir - 2.832 m
- Perron des Encombres - 2.824 m
- Pointe de la Masse - 2.804 m
- Petit Mont Blanc de Pralognan - 2.685 m